# ريكاردو سانابريا
ريكاردو سانابريا (بالإسبانية: Ricardo Sanabria)‏ (31 أكتوبر 1969 في باراغواي - ) هو مدرب كرة قدم ولاعب كرة قدم باراغواياني في مركزي الدفاع وقلب الدفاع، شارك في الألعاب الأولمبية الصيفية 1992. وشارك مع منتخب باراغواي الأولمبي لكرة القدم ومنتخب باراغواي لكرة القدم. أما مع النوادي، فقد لعب مع نادي أفاي لكرة القدم.

## وصلات خارجية
- ريكاردو سانابريا على موقع الاتحاد الدولي (مؤرشف)  (الإنجليزية)
- ريكاردو سانابريا على موقع قاعدة بيانات كرة القدم.إي يو (الإنجليزية)
- ريكاردو سانابريا على موقع ناشيونال فوتبول تيمز (الإنجليزية)
- ريكاردو سانابريا على موقع أوليمبيديا (الإنجليزية)